# Patroklos Karantinos
Patroklos Karantinos (griechisch Πάτροκλος Καραντινός, * 1903 in Konstantinopel; † 4. Dezember 1976 in Athen) war ein griechischer Architekt der klassischen Moderne.

## Leben
Karantinos studierte Architektur in Athen. Nach Beendigung seines Studiums ging er nach Frankreich und arbeitete in Paris für Auguste Perret. Er sah die Architektur in einer ganzheitlichen sozialen Verantwortung. Seine Werke sind deshalb vor allem öffentliche Bauten. Hervorzuheben sind die Archäologischen Museen Iraklio (1933) und Thessaloniki (1960). Eine besondere Rolle nimmt bei seinen Werken das Licht ein. Befreundet war er seit seinem Militärdienst mit dem späteren Bildhauer George Zongolopoulos, sie arbeiteten auch zusammen.
Im Jahr 1928 wurde vom griechischen Erziehungsministerium unter der Regierung Venizelos das groß angelegte Schulbauprogramm (griechisch Πρόγραμμα Σχολικών Κτιρίων) ins Leben gerufen mit dem Ziel, Schulbauten nach neuen Erkenntnissen zu planen und zu errichten. Karantinos wurde zum Direktor der Kommission ernannt, zu seinen Mitarbeitern gehörten u.a: Ioannis Despotopoulos, Thukydidis Valentis, Dimitris Pikionis. Alle Bauten wurden in der Formensprache der klassischen Moderne ausgeführt. Sie zeichnen sich durch eine geometrische Form und lange durchgehende Fensterbänder aus. Als Bekenntnis zum Fortschritt wurden die Schulgebäude das architektonische Aushängeschild des Landes, sie wurden auch auf vielen Ausstellungen gezeigt.
1933 nahm er als Vertreter Griechenlands am CIAM-Kongress teil und war wesentlich an der Ausarbeitung der Charta von Athen beteiligt.
In Konflikt mit der diktatorischen Regierung von Ioannis Metaxas (die seiner Architektur ablehnend gegenüberstand), löste Karantinos 1936 die Kommission des Schulbauprogramms auf. 1937 ernannte ihn das Royal Institute of British Architects (RIBA) zum Ehrenmitglied.
Nach dem Krieg nahm Karantinos von 1959 bis 1968 eine Professur an der Aristoteles-Universität Thessaloniki an, dort wirkte er mit seinen Studenten an einer Neuordnung des Unicampus und der Errichtung zahlreicher neuer Gebäude. 1960 baute er das Archäologische Museum der Stadt. Nach dem Putsch der Militärjunta 1967 widersetzte sich Karantinos öffentlich den neuen Machthabern, so dass er ein Jahr später vom Dienst suspendiert wurde. Mit dem Fall der Junta wurde Karantinos 1974 rehabilitiert, er trat seine Ämter jedoch nicht mehr an, da er sich zu Ruhe setzen wollte.

## Werke (Auswahl)

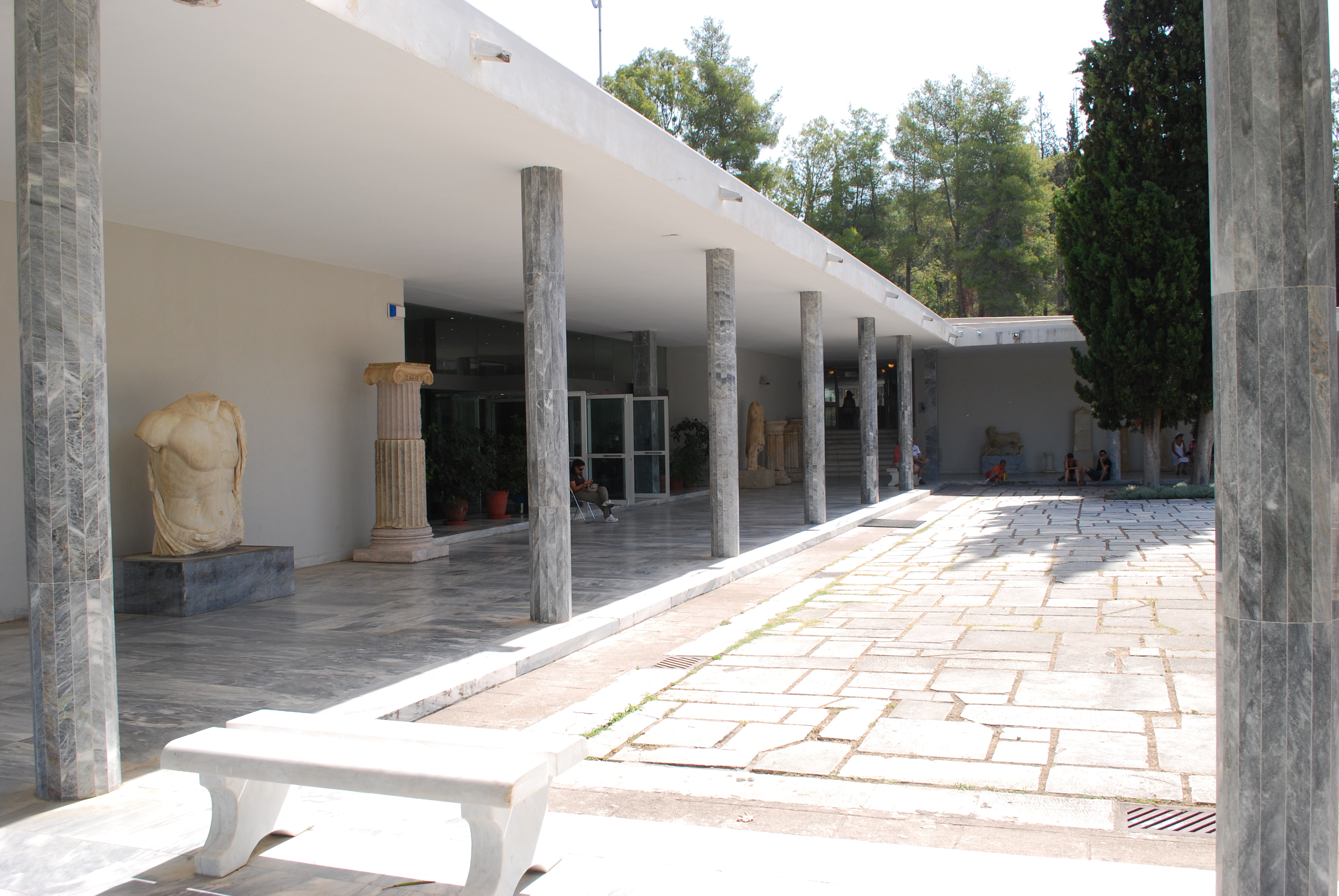
Das Archäologische Museum in Olympia

- Bauten des Schulbauprogramms 1928–1936, beispielsweise:
  - Grundschule Kalisperi-Straße 138 in Athen, 1931[1]
  - 3. Grundschule in Ermoupolis auf Syros
- Archäologisches Museum Iraklio, 1933
- altes Gebäude des Akropolis-Museums, 1937
- Epigraphisches Museum (an der Seite des Archäologischen Nationalmuseums), Athen 1953
- Museum von Kefalonia (heute: Archäologisches Museum Kefalonia), 1955–1957
- Gymnasium von Ithaka, 1954–1957
- Zogolopoulos-Denkmal, 1956
- Denkmal der Eisenbahnmitarbeiter, 1957
- Atelier des Künstlers Spyros Vassiliou (heute Museum), Athen 1957
- Erweiterungsbau der Zosimaia-Schule, Ioanina 1957
- Unicampus Thessaloniki
- Archäologisches Museum Thessaloniki, 1960
- Archäologisches Museum Olympia, 1966